# Psalm 79
Der 79. Psalm (nach griechischer Zählung der 78.) ist ein Psalm Asafs und in die Reihe der Volksklagelieder einzuordnen. 

## Gliederung
Eine mögliche Gliederung des Psalms sieht folgendermaßen aus:
1. Vers 2–4: Klage über Entweihung des Heiligtums, die Zerstörung Jerusalems, das angerichtete Blutbad und über den Spott der Nachbarvölker
2. Vers 5–12: Bitte um Einschreiten JHWHs
3. Vers 13:
  1. 13a: Zuversichtliche Gewissheit
  2. 13b: Gelübde

## Datierung
Der Psalm wird üblicherweise auf die Zeit der makkabäischen Not unter Antiochos IV. datiert. Die Beschreibung der Vorgänge im 1. Buch der Makkabäer passt sehr genau auf die Beschreibung im Psalm. Dort ist von jenem Antiochos die Rede (1 Makk 1,20 ). Dieser entweiht das Heiligtum, wie im ersten Vers des Psalms beschrieben. 1 Makk 1,36 : 

„Aus dem Hinterhalt bedrohten sie das Heiligtum; immer waren sie für Israel ein schlimmer Feind.“

 Dieser richtet ein Blutbad, wie im dritten Vers des Psalms beschrieben. 1 Makk 1,24 : 

„Er richtete ein Blutbad an und führte ganz vermessene Reden.“

 Dieser sorgt dafür, dass Israels Glaube verspottet wurde, wie im vierten Vers des Psalms beschrieben. 1 Makk 1,39 : 

„Ihre Sabbate wurden verhöhnt; statt geehrt zu sein, war sie verachtet.“